# MS-2 (szybowiec)
MS-2 – polski szybowiec amatorski z okresu międzywojennego.

## Historia
Mieczysław Siegel, na podstawie doświadczeń zebranych podczas konstruowania i użytkowania szybowca MS-1, latem 1924 roku opracował kolejną konstrukcję. W stosunku do poprzednika szybowiec miał już wyłącznie płozowe podwozie oraz statecznik pionowy umieszczony ponad kadłubem. Nowy szybowiec otrzymał nazwę MS-2.
Podczas wakacji konstruktor przystąpił do oblatywania szybowca. Z powodu dużego obciążenia powierzchni nośnej szybowiec nie był w stanie oderwać się od ziemi. Dopiero przy rezygnacji z udziału pilota w lotach i zastosowaniu trzydziestokilogramowego balastu na jego miejscu zdołał wystartować na holu. Wykonano kilka takich wzlotów, podczas jednego z nich szybowiec został uszkodzony. Został wyremontowany i wykonał jeszcze kilka lotów. Konstruktor zrezygnował z dalszego udoskonalania tej konstrukcji, jej dalsze losy nie są znane.

## Konstrukcja
Jednomiejscowy szybowiec amatorski konstrukcji drewnianej w układzie zastrzałowego górnopłatu.
Kadłub o przekroju prostokątnym, czteropodłużnicowy, o konstrukcji półskorupowej, pokrycie wykonano z kartonu. Pilot zajmował miejsce w otwartej kabinie wyposażonej w drążek sterowy i orczyk. 
Płat o obrysie prostokątnym, dwudźwigarowe. Usztywniony zastrzałem zamocowanym od kadłuba do pierwszego dźwigara oraz naciągami linkowymi, które służyły również do skręcania końcówek skrzydła. Pokrycie wykonano z papieru pakowego usztywnionego żelatyną.
Usterzenie krzyżowe z wolnonośnym statecznikiem poziomym. Pokrycie wykonano z papieru pakowego usztywnionego żelatyną. Napęd sterów linkowy.
Podwozie główne złożone z dwóch równoległych nieamortyzowanych jesionowych płóz i drewnianej płozy ogonowej.